# Uropeltis ocellata
Espèce
Synonymes
- Silybura ocellata Beddome, 1863
- Uropeltis ocellatus (Beddome, 1863)
- Silybura ochracea Beddome, 1878
- Silybura dupeni Beddome, 1878

Statut de conservation UICN

 LC  : Préoccupation mineure
Uropeltis ocellata est une espèce de serpents de la famille des Uropeltidae. 

## Répartition
Cette espèce est endémique du Sud de l'Inde.

## Liste des sous-espèces
Selon The Reptile Database (31 janvier 2014) :
- Uropeltis ocellata gansi Rajendran, 1979
- Uropeltis ocellata krishnasami Rajendran, 1979
- Uropeltis ocellata ocellata (Beddome, 1863)

## Publications originales
- Beddome, 1863 : Descriptions of new species of the family Uropeltidae from Southern India, with notes on other little-known species. Proceedings of the Zoological Society of London, vol. 1863, p. 225-229 (texte intégral).
- Rajendran, 1979 : Uropeltis ocellatus Beddome: morphology, ecology and distribution. Recording two subspecies U. ocellatus gansi and U. ocellatus krishnasami. Journal of Madurai Kamaraj University Series B Sciences, vol. 8, no 1, p. 97-99.